# 倉敷市立赤崎小学校
倉敷市立赤崎小学校（くらしきしりつ あかさきしょうがっこう）は、岡山県倉敷市児島赤崎二丁目（児島地区）にある公立小学校。

## 沿革
《主な出典：》
- 1874年（明治7年）7月 - 菰池文珠院を借り、菰池小学校を開校。赤崎村字阿津に支校を置く。
- 1890年（明治23年）5月 - 菰池文珠院に龍王尋常小学校（現・倉敷市立味野小学校（wikidata））の支校を設置。
- 1893年（明治26年）9月 - 龍王尋常小学校から分立し、児島郡赤崎村に龍南小学校を開校。
- 1911年（明治44年）4月 - 赤崎尋常高等小学校と改称。
- 1941年（昭和16年）4月 - 国民学校令により、赤崎国民学校に改称。
- 1942年（昭和17年）4月 - 味野南国民学校に改称。
- 1947年（昭和22年）4月 - 学制改革により、味野町立味野南小学校と改称。
- 1948年（昭和23年）
  - 4月 - 町村合併・児島市制施行に伴い、児島市立味野南小学校と改称。
  - 8月 - 児島市立赤崎小学校と改称。
- 1967年（昭和42年）2月 - 児島市が倉敷市と合併したのに伴い、倉敷市立赤崎小学校と改称。
- 1968年（昭和43年）8月 - プール竣工。
- 1969年（昭和44年）3月 - 北校舎竣工。
- 1973年（昭和48年）5月 - こども郵便局が郵政省貯金局長より表彰を受ける。
- 1984年（昭和59年）10月 - 鷲羽山関（現・出羽海）を迎え、記念講演会及び土俵開きを挙行。この年は創立110周年に当たり、記念行事を翌月にわたり行った。
- 2005年（平成17年）
  - 4月 - 2学期制を導入。
  - 10月 - ビオトープ完成。
- 2014年（平成26年）4月 - 3学期制に移行。

## 通学区域
- 倉敷市
  - 児島赤崎1丁目～4丁目、児島赤崎、児島元浜町、児島駅前3丁目（1番地～20番地を除く）、児島駅前4丁目、児島阿津1丁目～3丁目、菰池1丁目～3丁目、菰池、児島通生（松池住宅団地）[2]

卒業生は基本的に倉敷市立味野中学校へ進学する。

## 周辺
- 児島赤崎郵便局
- マルナカ
- 国道430号

1990年までは下津井電鉄が東寄りを走っており、北方200mに備前赤崎駅があった。

## アクセス
- JR本四備讃線 児島駅から南西へ1km
- 下電バス 赤崎小学校バス停にて下車
- 瀬戸中央自動車道 児島ICから北へ500m

## 通学区域が隣接している学校
- 倉敷市立味野小学校（wikidata）
- 倉敷市立本荘小学校（wikidata）
- 倉敷市立下津井西小学校（wikidata）
- 倉敷市立下津井東小学校（wikidata）